# CONMEBOL-strandlabdarúgó-bajnokság
A CONMEBOL-strandlabdarúgó-bajnokság (angolul: CONMEBOL Beach Soccer Championship, spanyolul: Sudamericano de Fútbol Playa) egy a CONMEBOL által kiírt nemzetközi strandlabdarúgó-torna, amit 2005 óta rendeznek meg Dél-Amerika válogatottjai számára. A sorozat egyben selejtező is a strandlabdarúgó-világbajnokságra.
2005-ben és 2007-ben a CONMEBOL a CONCACAF-fal közösen rendezte a tornákat.

## Eredmények
| 2005 Részletek | Rio de Janeiro (Brazília)  | Brazília         | 5–2  | Uruguay   | Egyesült Államok | 4–2                 | Argentína |
| 2006 Részletek | Macaé (Brazília)           | Brazília         | 9–2  | Uruguay   | Argentína        | 2–0                 | Venezuela |
| 2007 Részletek | Acapulco (Mexikó)          | Egyesült Államok | 4–3  | Uruguay   | Argentína        | 6–5                 | Mexikó    |
| 2008 Részletek | Buenos Aires (Argentína)   | Brazília         | 6–1  | Argentína | Uruguay          | 5–1                 | Venezuela |
| 2009 Részletek | Montevideo (Uruguay)       | Brazília         | 10–1 | Uruguay   | Argentína        | 9–8                 | Ecuador   |
| 2011 Részletek | Rio de Janeiro (Brazília)  | Brazília         | 6–2  | Argentína | Venezuela        | 5–2                 | Kolumbia  |
| 2013 Részletek | Villa de Merlo (Argentína) | Argentína        | 6–2  | Paraguay  | Brazília         | 11–5                | Ecuador   |
| 2015 Részletek | Manta (Ecuador)            | Brazília         | 8–3  | Paraguay  | Argentína        | 4–4 (h.u.) 1–0 (t.) | Ecuador   |

### Ranglista
| # | Ország    | 1. | Évek                         | 2. hely | 3. hely | 4. hely |
| - | --------- | -- | ---------------------------- | ------- | ------- | ------- |
| 1 | Brazília  | 5  | 2006, 2008, 2009, 2011, 2015 |         | 1       |         |
| 2 | Argentína | 1  | 2013                         | 1       | 2       | 3       |
| 3 | Uruguay   |    |                              | 2       | 1       |         |
| 4 | Paraguay  |    |                              | 2       |         |         |
| 5 | Venezuela |    |                              |         | 1       | 2       |
| 6 | Ecuador   |    |                              |         |         | 3       |
| 7 | Kolumbia  |    |                              |         |         | 1       |